# Первая дочь (фильм Энди Кедиффа)
«Первая дочь» (англ. Chasing Liberty) — молодёжная американская мелодрама с элементами комедии.

## Сюжет
Ремейк «Римских каникул». 18-летняя Анна Фостер, дочь президента США, во время поездки с отцом по Европе устала от вечного сопровождения агентов спецслужбы. Получив момент, она тайно сбегает с англичанином Колдером, влюбляется в него, не подозревая, что и он приставлен за ней по приказу отца.

## В ролях
| Актёр            | Роль                    |
| ---------------- | ----------------------- |
| Мэнди Мур        | Анна Фостер             |
| Мэттью Гуд       | Бен Колдер              |
| Аннабелла Шиорра | Синтия Моралес          |
| Джереми Пивен    | Алан Вайсс              |
| Марк Хэрмон      | президент Джеймс Фостер |
| Старк Сэндс      | Грант Хиллман           |

В США в 2004 году вышел фильм со схожим сюжетом, в русском переводе получивший то же название — «Первая дочь» (англ. First Daughter) с Кэти Холмс в главной роли (режиссёр Форест Уитакер).
Сюжет фильма во многих деталях совпадает с биографией Челси Клинтон, особенно с периодом её учёбы в университете.

## Саундтрек
- «American Girl». Исполнители: Tom Petty & The Heartbreakers
- «Life Will Go On». Исполнитель: Айзек, Крис
- «If I’m Not in Love». Исполнитель: Faith Hill
- «Stop the Rock» Исполнитель: Apollo 440
- «To Be With You». Исполнитель: Caroline Lost
- «Vivi Davvero». Исполнитель: Giorgia
- «Stay Away». Исполнитель: Rooney
- «Melody». Исполнитель: 7th Sun
- «The Seed». Исполнитель: The Roots
- «Deja Vu». Исполнители: Франтишек Черны, Милан Кимфе, Павел Карлик
- «If You Won’t». Исполнитель: Jesse Harris
- «Who Needs Shelter». Исполнитель: Jason Mraz
- «Get Busy». Исполнитель: Sean Paul
- «You’re Free». Исполнитель: Yomanda
- «Satisfaction».
- «Wide Open Space». Исполнитель: Mansun
- «Nessun Dorma». Исполнитель: Amici forever